# Giuseppe Di Falco

Bischofswappen von Giuseppe Di Falco

Giuseppe Di Falco (* 13. Mai 1930 in Casalincontrada) ist Altbischof von Sulmona-Valva.

## Leben
Giuseppe Di Falco empfing am 29. Juni 1953 die Priesterweihe.
Papst Johannes Paul II. ernannte ihn am 25. Mai 1985 zum Bischof von Valva e Sulmona. Der Präsident der Päpstlichen Kommission für Lateinamerika und Kardinalpräfekt der Kongregation für die Bischöfe, Bernardin Kardinal Gantin, spendete ihm am 14. Juli desselben Jahres die Bischofsweihe; Mitkonsekratoren waren Vincenzo Fagiolo, Sekretär der Kongregation für die Institute geweihten Lebens und für die Gesellschaften apostolischen Lebens, und Antonio Valentini, Erzbischof von Chieti. Die Amtseinführung fand am 31. August 1985 statt
Am 3. April 2007 nahm Papst Benedikt XVI. sein altersbedingtes Rücktrittsgesuch an.